# جواسيس بلا وطن (كتاب)
جواسيس بلا وطن: حياة سرية عند ولادة إسرائيل هو كتاب لماتي فريدمان نشر في مارس 2019.
يدور كتاب «جواسيس لا وطن» حول وحدة استخبارات صهيونية قبل الاستقلال، وهي «القسم العربي»، والتي كانت تعمل داخل أراضي الانتداب الفرنسي على سوريا ولبنان في نهاية الانتداب البريطاني على فلسطين.

## الملخص
جواسيس بلا وطن هو قصة أربعة رجال مزراحيين يتحدثون العربية عملوا كمستعربين (جواسيس يتخذون أشكالاً شبيهة بالعرب الفلسطينيين)، ولم يكونوا ذوا صلة ببعضهم على الرغم من اشتراك 3 منهم في نفس اللقب، وهم جمالائيل كوهين وإسحاق شوشان اللذان نشآ في سوريا، وحبقوق كوهين من اليمن، وياكوبا كوهين من فلسطين. ويطرح فريدمان سؤالًا مثيرًا للاهتمام: «لقد كان هؤلاء مواطنين في العالم العربي، مثلهم مثل العرب تمامًا، فإن كان مفتاح الانتماء إلى الأمة العربية هو اللغة العربية، كما يدعي القوميين العرب، وقد كانوا في الداخل. فهل كانوا حقًا... يتظاهرون بأنهم عرب، أم أنهم كانوا يتظاهرون بأنهم أناس غيرعرب يتظاهرون بأنهم عرب؟»

## الاستقبال
وصفت ليلي ماير وهي تراجع الكتاب في الإذاعة الوطنية العامة، الكتاب بأنه "كتاب مهم (لأن) الأمريكيين ليسوا معتادين على سماع تعقيدات أو تنوع إسرائيل، ونادراً ما يُطلب منا النظر إلى إسرائيل كدولة- كما يعبر فريدمان- أكثر من مجرد شيء واحد.
كتب بيل غلادستون أن «قد لا تكون هذه القصة قادرة على الحفاظ على اهتمام القاريء خلال أكثر من 200 صفحة، لكن فريدمان راوي قصص بالفطرة ذو لغة بسيطة ومقنعة، ومستوى البصيرة والحساسية الذي كما لو كان قد استطاع أن يتنبأ الأسئلة في أذهان القراء ويحسمها أيضًا حتى قبل تطرأ على أذهانهم». على سبيل المثال في بداية كتابه يكتب فريدمان: «يبدو أن القواعد غير المكتوبة للكتابة التجسسية تتطلب ادعاء بأن الموضوعات غيرت مجرى التاريخ، أو على الأقل تاريخ حروبها.. أعتقد أن هذا أمر مغر، لكنه نادرًا ما يكون صحيحًا، وهو ليس صحيحًا في حالة جواسيسنا رغم أن مساهمتهم في الحرب كانت كبيرة، ولم تتوج مهمتهم بانفجار درامي لتجنب كارثة ما أو في حل لغز محير، وتكمن أهميتها بالنسبة للتاريخ بدلاً من ذلك في ما اتضح أنه - جنين لأحد أضخم أجهزة المخابرات في العالم الموساد].»

## الجوائز
فاز جواسيس بلا وطن بجائزة ناثان للكتاب لعام 2018، وهي مرحلة ما قبل النشر بقيمة 25000 دولار، وهي جائزة تمنحها مؤسسة ناثان بالتعاون مع مجلس الكتاب اليهودي لدعم عمل كاتب لم ينشر كتابه بعد.